# Jan Hooglandt

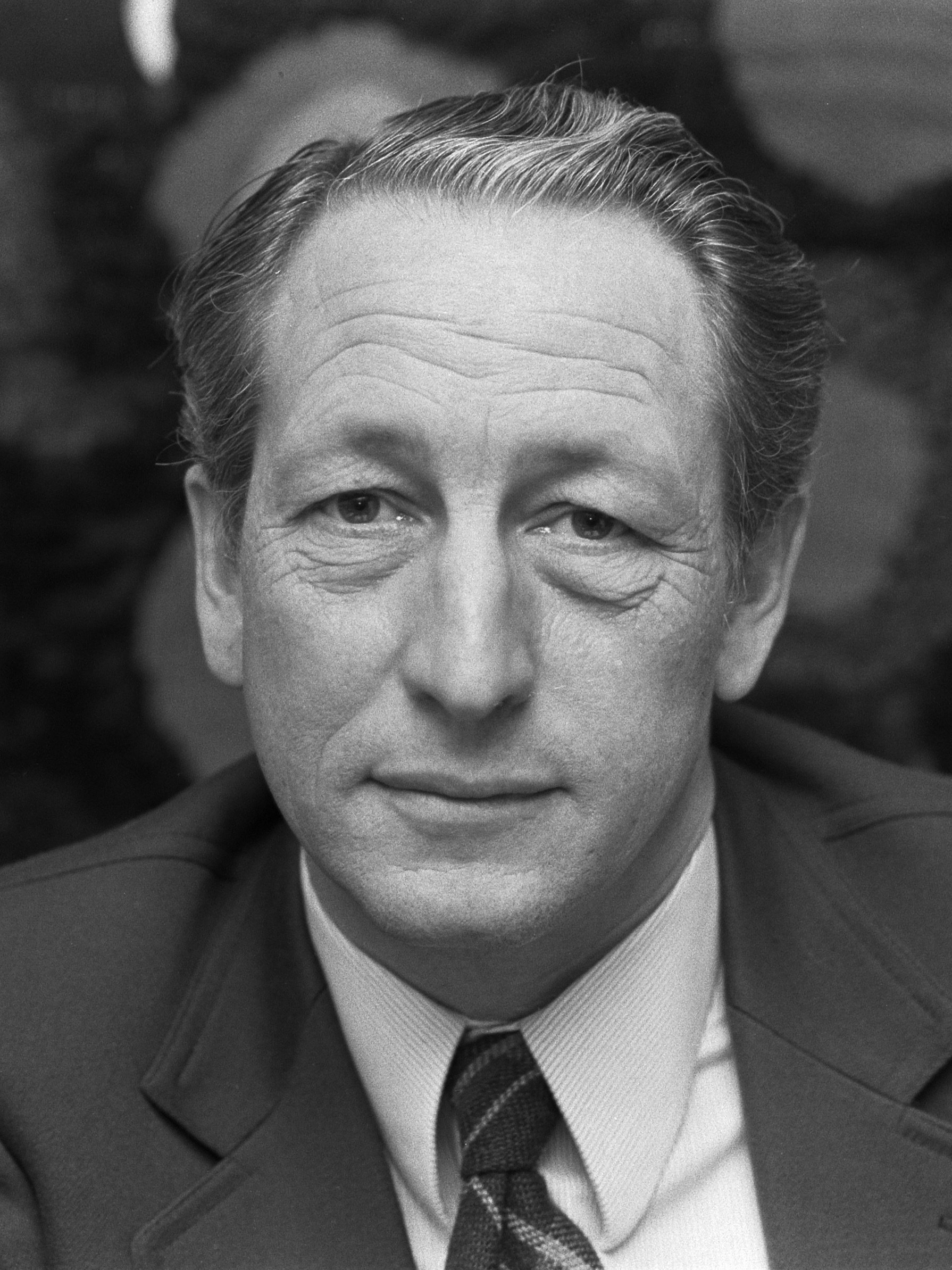
Jan Hooglandt (1973)

Jan Daniël Hooglandt (Tanger (Marokko), 15 februari 1926 – Aerdenhout, 15 februari 2008) was een Nederlandse topman. Hij was geruime tijd voorzitter van de raad van bestuur van Hoogovens en zat in de raad van commissarissen van verschillende andere bedrijven.
Na het gymnasium ging Hooglandt economie studeren aan de Universiteit van Amsterdam waar hij in 1953 afstudeerde. In 1954 ging hij werken op de economische afdeling van Hoogovens waarmee hij een carrière bij dat bedrijf begon. Vanaf 1970 zat hij in de Raad van Bestuur, vanaf 1977 was hij er voorzitter van. In 1988 trad hij af. Wel bleef hij als commissaris aan het bedrijf verbonden. Naast commissaris bij Hoogovens, was hij ook commissaris bij onder meer Shell, Heineken en de Algemene Bank Nederland (ABN). Van deze laatste was hij president-commissaris toen de ABN in 1990 met de AMRO Bank fuseerde tot ABN AMRO.
Hooglandt overleed op zijn 82e verjaardag na een lang ziekbed.